# Sam Bradford

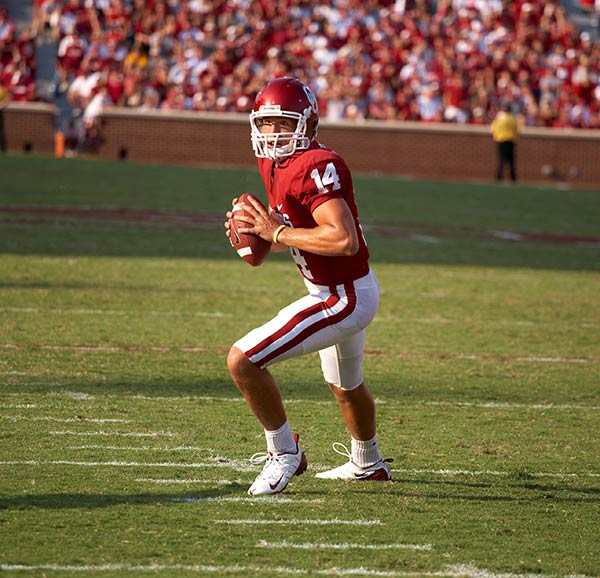
Sam Bradford

Samuel Jacob Bradford, född 8 november 1987 i Oklahoma City, Oklahoma är quaterback för Minnesota Vikings i NFL. Sam Bradford vann 2008 Heisman Trophy som ges till den bästa spelaren i collegeligan.
Trots att Bradford skulle gått högt upp i NFL Entry Draft 2009 valde han att komma tillbaka Oklahoma Sooners för att gå även sitt junior år vid University of Oklahoma.
Bradford är en god vän till basketstjärnan Blake Griffin.